# Tetramorium barryi
Tetramorium barryi är en myrart som beskrevs av Mathew 1981. Tetramorium barryi ingår i släktet Tetramorium och familjen myror. Inga underarter finns listade i Catalogue of Life.